# La historia de Constantino
La historia de Constantino es una serie de tapices diseñados por el pintor Pedro Pablo Rubens y el arquitecto Pietro da Cortona los cuales representan la vida de Constantino, primer emperador cristiano de la Antigua Roma. En 1622, Rubens llevó a cabo una serie de estudios al óleo los cuales empleó como guías, siendo los tapices elaborados en 1625 en el taller de Marc Comans y François de la Planche en el suburbio de Saint-Marcel en París, transformando cada pequeño bosquejo (aproximadamente 60 cm por cada lado) en una suntuosa pieza compuesta de lana, seda e hilos de oro y plata destinados a cubrir fácilmente una pared. Cinco diseños adicionales fueron pintados por Cortona en 1630 y posteriormente elaborados en el taller del cardenal Francesco Barberini en Roma a lo largo de la siguiente década.

## Comisión
La serie fue comisionada en 1622 cuando Rubens se encontraba en París en relación con las pinturas que estaba diseñando para el Palacio de Luxemburgo a petición de María de Médici. Pese a que generalmente se afirmaba que Luis XIII había comisionado los tapices basándose en una carta de Rubens fechada en 1626, los historiadores de arte han empezado a cuestionar dicha afirmación en las últimas décadas. Nuevas evidencias, como el hecho de que los diseños fuesen listados como propiedad de la Planche tras su muerte, constituyendo un débil derecho de autor, han sido motivo de debate. Una teoría sostiene que Rubens solamente citó al rey como la persona que realizó el encargo de los tapices en la citada carta con el fin de incrementar la importancia del mismo puesto que el pago estaba vencido. Fuertes evidencias de carácter financiero indican que el propio Rubens ordenó los dibujos a partir de los cuales fueron elaborados los tapices con un coste de 500 libras, convirtiéndolo en uno de los principales promotores detrás del proyecto. La falta de inversión en el mismo por parte de Luis XIII se evidencia por el hecho de que entregó los primeros siete tapices terminados al cardenal Barberini en 1625, pese a que este en un principio se mostró reacio a aceptar un regalo tan valioso, comisionando el cardenal cinco tapices adicionales a Pietro da Cortona, otro maestro barroco que terminó convirtiéndose en el director artístico del por aquel entonces recientemente fundado taller de Barberini. Cortona solamente repitió un diseño de Rubens, el relativo a la aparición de la cruz, diseñando también numerosos tapices de pequeño tamaño a modo de portière y un baldaquino para amueblar una habitación entera y pintando además el techo del salón en el que fueron expuestos. El dosel que diseñó, con una estatua dorada de gran tamaño de Constantino, fue colgado detrás del trono de Urbano VIII, tío de Barberini.
La vida del primer monarca cristiano habría cobrado una gran relevancia en un rey cuyo padre, Enrique IV de Francia, había experimentado una notable conversión al catolicismo. Mientras que el tema podría plausiblemente haber sido escogido por el propio Luis XIII, probablemente fue elegido por Comans y de la Planche con el fin de apelar al monarca a la vez que conseguir para Rubens un encargo real. El propio artista tuvo posiblemente algo que ver en lo relativo a la decisión de la temática de los tapices, puesto que sus estudios en profundidad sobre la era clásica, incluyendo la adquisición de numerosas antigüedades, lo habían convertido en una persona apropiada para hacer frente a las complejidades del tema en cuestión.
Los diseños de Rubens demostraron ser altamente populares, siendo reproducidos en tapicería numerosas veces por el taller de Comans-La Planche en las siguientes décadas, si bien con el tiempo se tendió a variar los mismos con respecto a los originales. Los tapices de Cortona fueron elaborados una única vez, permaneciendo el juego completo en la colección de Barberini hasta 1889. Los tapices fueron finalmente separados, pasando por varios propietarios antes de ser reunidos por la Samuel H. Kress Foundation y entregados al Museo de Arte de Filadelfia en 1959. Los tapices restantes se hallan ampliamente dispersos, muchos de ellos en colecciones privadas.

## Diseños de Rubens

### Los matrimonios de Constantino y Fausta y de Constancia y Licinio
Estudio: colección privada (47,3 x 64,4 cm.)
Tapiz: Filadelfia, Museo de Arte de Filadelfia (485,14 x 608,33 cm.)
A pesar de que las bodas representadas se llevaron a cabo con seis años de diferencia, muchos expertos aceptan el anacronismo como un intento de crear un fuerte lazo entre Constantino y Luis XIII, cuyo matrimonio con Ana de Austria consistió en una doble boda debido al enlace de su hermana con el hermano de Ana Felipe IV de España. Este acontecimiento ocurre en un templo dedicado a Júpiter y Juno, quienes presiden el enlace bajo la forma de un santuario. La principal diferencia entre el bosquejo y el tapiz puede ser vista en la representación de Júpiter, quien en el estudio luce un rostro severo y blande su rayo, bastante apropiado teniendo en cuenta el conflicto que surgiría al poco tiempo entre Constantino y Licinio. No obstante, en el tapiz Júpiter luce un semblante más benévolo al tiempo que sostiene su rayo de una forma menos amenazadora, en consonancia con la feliz unión entre las casas reales de Francia y España.

### El emblema de Cristo apareciéndose a Constantino
Estudio: Museo de Arte de Filadelfia (46,2 x 56 cm.)
Tapiz: París, Mobilier National
En esta escena, el monograma Chi-Rho de Cristo aparece ante Constantino en el cielo a mediodía justo antes de su batalla contra Majencio. En un sueño, Constantino descubre que colocar el emblema en su bandera le asegura su triunfo ante Majencio, su coemperador. Rubens sigue de cerca a Eusebio de Cesarea, si bien reemplaza la cruz llameante que él describe por el monograma de la crónica de Lactancio. Un soldado, el cual mira a Constantino en vez de a la visión, señala con el labarum o estandarte militar a la próxima secuencia.

### El Labarum
Estudio: colección privada (35,4 x 27,5 cm.)
Tapiz: París, Mobilier National
Este episodio muestra los instantes previos a la batalla del Puente Milvio, cuando Constantino (coronado con el laurel de la victoria) presenta su labarum. El monograma del fabricante de paneles habitual de Rubens, Michiel Vrient, figura impreso en la parte posterior del mismo junto con la marca «A», la cual indica que el panel fue elaborado aproximadamente entre 1621 y 1622.

### El derrumbe del Puente Milvio y la muerte de Majencio
Estudio: Londres, colección Wallace (36,83 x 63,5 cm.)
Tapiz: 485,14 x 744,22 cm.
Este tapiz representa la derrota de Majencio por parte de Constantino en la batalla del Puente Milvio en 312. El arco de piedra de la derecha se halla cubierto por vigas de madera, lo cual indica que Rubens siguió la sugerencia de Baronio acerca de que Majencio había manipulado el puente con el objetivo de atrapar a Constantino, cayendo no obstante en su propia trampa cuando el mismo colapsó poco después, provocando que Majencio cayese al río y se ahogase al hundirse como consecuencia del peso de su propia armadura. Rubens también realizó severas modificaciones en su propia representación de 1615 de la batalla entre griegos y amazonas, la cual también tuvo lugar en un puente.

### La entrada triunfal de Constantino en Roma
Estudio: Indianápolis, Museo de Arte de Indianápolis (48,26 x 64,77 cm.)
Tapiz: 487,054 x 544,355 cm.
Este tapiz muestra el regreso triunfal de Constantino a Roma tras vencer a Majencio. Habiendo sido llamado al Dios cristiano en el Puente Milvio, Constantino legitimó la religión cristiana, otorgándole un nuevo estatus además de protección. En consonancia, el símbolo griego de Cristo puede ser visto en la bandera imperial mientras los sacerdotes paganos son empujados a un lado por una personificación de Roma honrando a Constantino. Rubens empleó el arco de Constantino como inspiración, imitando la forma y presentación de su procesión triunfal en relieve. El semi-abandonado estado de la arquitectura posiblemente se refiere al inminente renacimiento de la ciudad. La legitimidad de Constantino es implacablemente anunciada por las proclamas de Feme y Victoria, así como por la presencia de un lictor llevando las fasces símbolo de su autoridad. Al transformar el bosquejo en tapiz, la composición fue comprimida horizontalmente, reduciendo el espacio vacío entre Constantino y Roma y menguando la sensación de movimiento. Así mismo, se añadieron detalles arquitectónicos y follaje.

### El trofeo
Estudio: colección privada (38,1 x 29,21 cm.)
Tapiz: París, Mobilier National
Siguiendo nuevamente a Eusebio, Rubens muestra a Constantino con un trofeo en Roma tras derrotar a Majencio. Una Victoria alada lo corona frente a una colección de instrumentos de guerra. Una cabeza con barba en una pica representa a Majencio, cuya cabeza fue cortada y llevada de regreso a Roma en una lanza de acuerdo con Baronio.

### El bautismo de Constantino
Estudio: colección privada (45,085 x 57,945 cm.)
Tapiz: 477,52 x 545,465 cm.
Con el fin de mantener una distancia segura de la herejía arriana condenada por el concilio de Nicea I, Rubens obvió por una vez el testimonio de Eusebio y empleó en su lugar el muy posterior Vita Silvestri, una colección de leyendas medievales. Constantino es mostrado siendo bautizado por el papa Silvestre I en Roma, en vez de en Nicomedia como sucedió en realidad. La principal diferencia entre el estudio y el tapiz radica en el hecho de que este último incluye la corona de Constantino sobre un cojín cercano, en referencia a la leyenda de que una llama espontánea apareció sobre la pila bautismal y la misma no se extinguiría hasta que Constantino retirase su corona.

### Constantino invistiendo a su hijo Crispo con el comando de la flota
Estudio: Sydney, Galería de Arte de Nueva Gales del Sur (36,576 x 30,226 cm.)
Tapiz: París, Mobilier National
Crispo era el hijo mayor de Constantino, producto de su relación con una concubina. La leyenda afirma que asumió el comando de la flota imperial antes de la campaña contra Licinio, mostrándose parte del terreno en el que se basa en el siguiente tapiz. El entorno costero y la inclusión de Neptuno y el timón con el que es representado simbolizan el gobierno, añadiendo una clara referencia al comando naval de Crispo. De hecho, Baronio fue más allá, comparando este instante con el momento en que Dios confió a Jesús la salvación de la humanidad.

### Constantino derrotando a Licinio
Estudio: Kansas City, Museo Nelson-Atkins (37,15 x 57,47 cm.)
Tapiz: París, Mobilier National
El cuñado de Constantino y cogobernante fue derrotado dos veces por él por su empeño en continuar su persecución contra los cristianos, representando este tapiz la primera batalla, la cual tuvo lugar en un campo.

### Constantino adorando la verdadera cruz
Estudio: colección privada (35,306 x 33,782 cm.)
Tapiz: 495,3 x 502,92 cm.
Según la leyenda, la madre de Constantino, Helena, descubrió la verdadera cruz en Jerusalén y debido a ello fue rejuvenecida, lo cual explica la apariencia juvenil de la emperatriz en la representación de Rubens. El tapiz difiere del estudio en el agrandamiento de la arquitectura del fondo, aparentemente para dotar de mayor énfasis al entorno en el que se desarrolla la escena.

### El descubrimiento de Constantinopla
Estudio: colección privada (16,002 x 40,64 cm.)
Tapiz: 483,87 x 480,06 cm.
La fundación de Constantinopla tuvo lugar entre 324 y 330. El águila volando en la parte superior con una rama de ginesta representa la leyenda de cómo el emperador escogió el lugar para erigir su ciudad. Este hecho fue tomado como señal de buen presagio debido a que la ginesta era empleada para delimitar las ciudades. En el bosquejo, el papel exhibido por el trabajador está en blanco, si bien en el tapiz se puede apreciar un plano del Panteón de Agripa.

### La muerte de Constantino
Estudio: colección privada (34,036 x 33,528 cm.)
Tapiz: 488,95 x 497,84 cm.
La muerte de Constantino en 337 en Nicomedia no contó con la presencia de ninguno de sus tres hijos supervivientes: Constancio II, Constantino II (emperador) y Constante, como se muestra aquí. Todos ellos heredaron parte de su reino, representado por el orbe de soberanía, el cual es sostenido por Constantino.

### El triunfo de Roma
Estudio: La Haya, Mauritshuis (54 x 69 cm.)
El decimotercer estudio fue completado por Rubens pero finalmente reemplazado por La muerte de Constantino cuando los tapices fueron manufacturados por ser considerado inapropiado. Este bosquejo está plagado de alegorías, como una Roma liberada, dos Victorias aladas y Rómulo y Remo, siendo al parecer este el motivo de que fuese rechazado teniendo en cuenta hechos históricos de la vida de Constantino.

## Diseños de Cortona
A diferencia de Rubens, Cortona realizó a mano tanto el bosquejo inicial como el estudio agrandado a partir de los cuales se elaboraron los tapices. Los estudios supervivientes se hallan expuestos actualmente en la Galería Corsini, en Florencia.

### Aparición del monograma de Cristo
Tapiz: 492,67 x 347,98 cm.
Este constituye el único incidente entre los dos artistas. Al representar el mismo evento que Rubens, Cortona optó por representar la cruz descrita por Eusebio en vez del monograma Chi-Rho.

### Constantino luchando con el león
Estudio: 320,993 x 257,81 cm.
Tapiz: 500,38 x 297,18 cm.
Esta imagen de un joven Constantino clavando su espada en la boca de un león mientras varios espectadores presencian el acontecimiento está basada en una leyenda la cual ilustra el valor del emperador incluso cuando era joven.

### Constantino quemando los memoriales
Estudio: 328,93 x 315,913 cm.
Tapiz: 495,3 x 457,2 cm.
Este tapiz ilustra las concesiones en materia de impuestos instituidas por Constantino en favor de la Iglesia cristiana.

### Constantino destruyendo a los ídolos
Estudio: 318,77 x 226,855 cm.
Tapiz: 505,968 x 375,92 cm.
Durante el aumento de los esfuerzos por anular el paganismo después de 323, las leyes prohibieron sacrificios a los dioses y ordenaron la destrucción de sus templos. Aquí, el violento aplastamiento de las estatuas paganas es seguido por el emplazamiento de una estatua de Jesús en el pedestal vacío.

### Campaña contra Licinio, batalla naval
Estudio: 323,85 x 597,535 cm.
Tapiz: 508 x 711,2 cm.
Este tapiz complementa a los de Rubens al mostrar la segunda mitad de la campaña contra Licinio. En esta segunda confrontación, la victoria de Crispo en el mar convirtió a su padre en el gobernador supremo del este y del oeste.